# أنا-لينا فورستر
أنّا-لينا فورستر (بالألمانية: Anna-Lena Forster) هي متزحلقة ألمانية، ولدت في 15 يونيو 1995 في رادولفتسل في ألمانيا.

## روابط خارجية
- أنا-لينا فورستر على موقع Paralympic.org (الإنجليزية)
- أنا-لينا فورستر على موقع IPC.InfostradaSports.com (مؤرشف) (الإنجليزية)
- أنا-لينا فورستر على موقع الفريق الألماني للألعاب البارالمبية (الألمانية)